# デニス・テルヘンカンプ
デニス・テルヘンカンプ（Dennis Telgenkamp、1987年5月9日 - ）は、オランダ・ウィールデン出身の元サッカー選手。ポジションはGK。

## クラブ経歴
2015年7月12日、FCエメンに2年契約で移籍した。2020年5月15日、クラブとの契約を1年延長した。